# Charles Campbell (Fußballspieler)
Charles Campbell (* 20. Januar 1854 in Coupar Angus; † 23. April 1927 in Kilkea) war ein schottischer Fußballspieler, -funktionär und -schiedsrichter. Mit dem im Jahr 1867 gegründeten FC Queen’s Park, dem ältesten Fußballverein Schottlands, gewann er in den 1870er und 1880er Jahren insgesamt achtmal den schottischen Pokal.

## Karriere und Leben

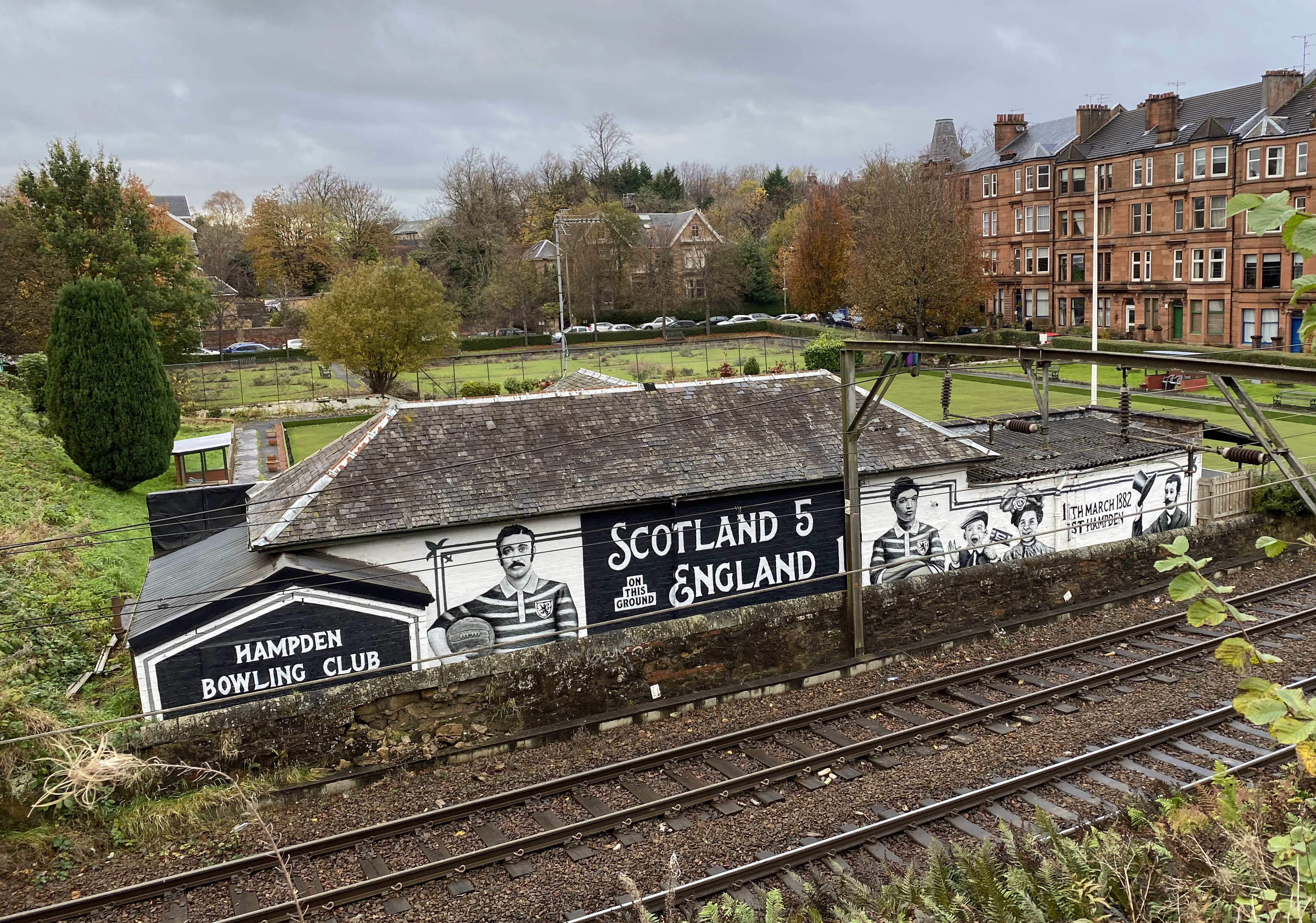
Konterfei von Campbell am alten Hampden Park als er die Nationalelf als Kapitän zu einem 5:1-Sieg über England führte. Rechts daneben Andrew Watson

Charles Campbell wurde in Coupar Angus geboren, einer Ortschaft etwa 20 km nordöstlich von Perth gelegen. Campbell war Schüler an der Edinburgh Academy. Im Jahr 1870 trat er dem FC Queen’s Park bei. Er gewann mit dem Verein in den folgenden sechzehn Jahren insgesamt achtmal den schottischen Pokal und war zweimal Finalist. Der flinke Campbell war bekannt für seine Fähigkeiten in der Luft und seine Pässe am Boden.
Campbell absolvierte zwischen 1874 und 1886 insgesamt 13 Länderspiele für Schottland und war dabei neunmal als Mannschaftskapitän aktiv. Er erzielte sein einziges Tor bei einem 2:0-Sieg gegen Wales im März 1877. Er verlor nur ein Spiel, während er für sein Land spielte und gewann dreimal infolge die British Home Championship. 
Von 1879 bis 1880 war Campbell für ein Jahr Vereinspräsident von Queen’s Park. Zur Saison 1889/90 wurde er zum Präsidenten der Scottish Football Association gewählt. Im Jahr 1889 leitete Campbell als Schiedsrichter das schottische Pokalfinale zwischen Third Lanark und Celtic Glasgow. 
Im Jahr 2005 wurde er postum als Pionier des schottischen Fußballs in die Scottish Football Hall of Fame aufgenommen.

## Erfolge
Mit dem FC Queen’s Park:
- Schottischer Pokalsieger (8): 1874, 1875, 1876, 1880, 1881, 1882, 1884, 1886

Mit Schottland:
- British Home Championship: 1884, 1885, 1886